# Bata Shoe Museum

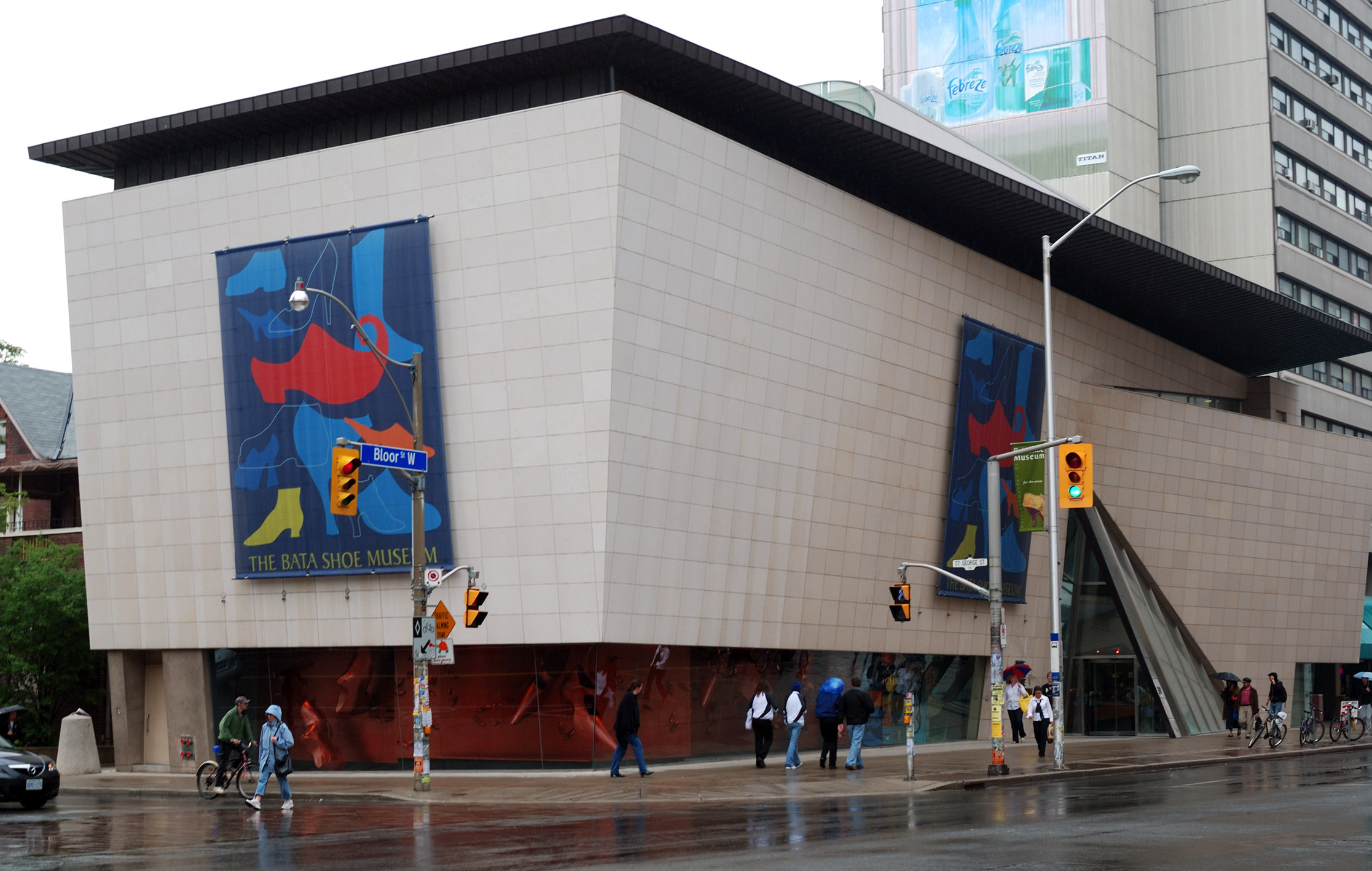
Bata Shoe Museum, Toronto

Das Bata Shoe Museum ist ein Schuhmuseum in der kanadischen Stadt Toronto. Das Museum wurde am 6. Mai 1995 in einem Gebäude eröffnet, das sich auf der Bloor Street West an der Ecke zur St. George Street in Downtown Toronto befindet.

## Museumsgebäude
Das Museumsgebäude im Schuhkarton-Design wurde im Stil des Dekonstruktivismus vom japanisch-kanadischen Architekten Raymond Moriyama entworfen. Seit der Eröffnung werden auf zwei Etagen mehrmals pro Jahr Ausstellungen präsentiert. Im Erd- und Untergeschoss befinden sich die permanente Sammlung, Vortragssäle und ein Museumsshop.

## Stiftung und Sammlung

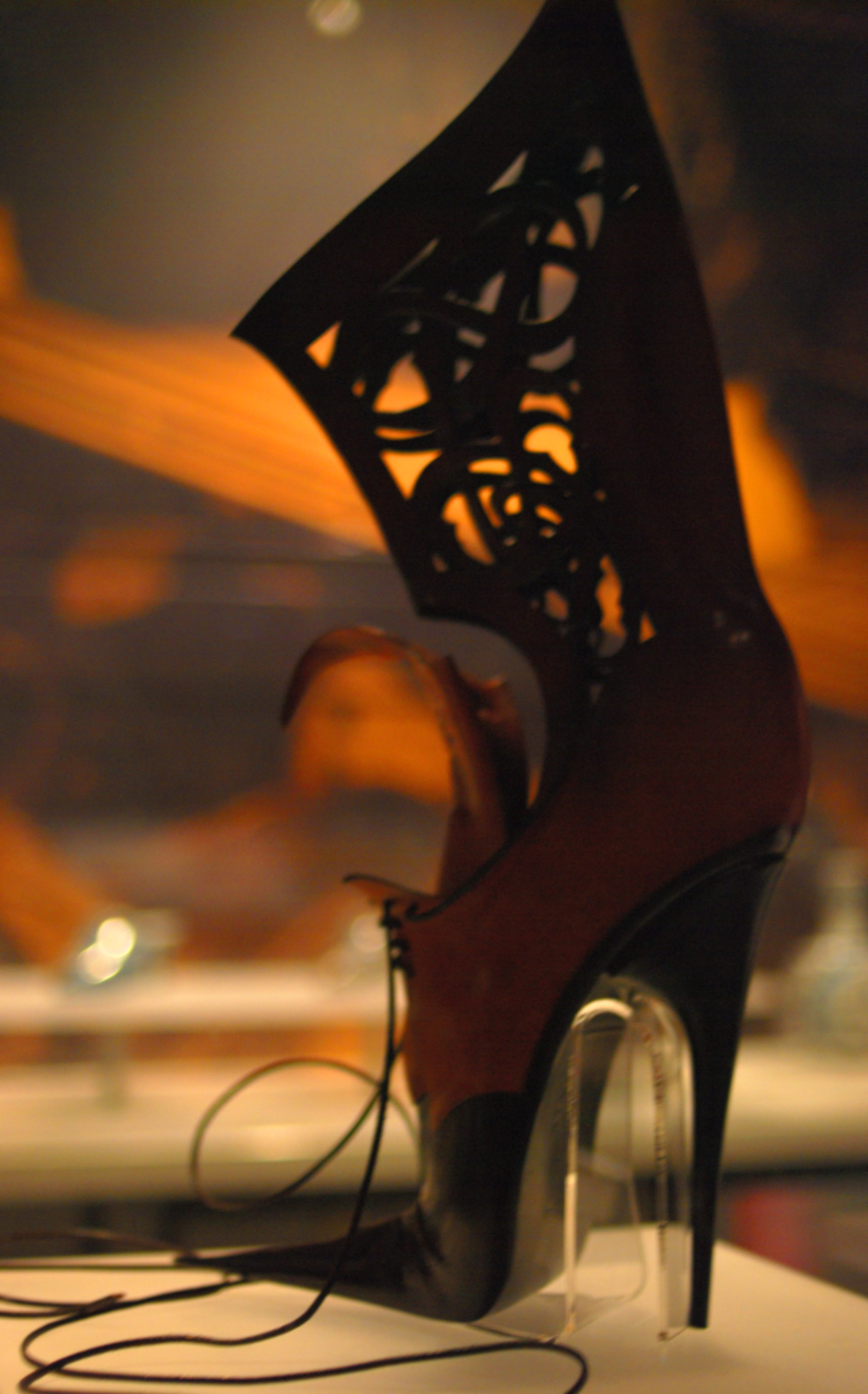
Lederskulptur von Garry Greenwood (1997)

1979 stiftete Sonja Bata, Ehefrau des Konzernchefs Thomas J. Bata, angesichts ihrer ausufernden Schuhsammlung die Bata Shoe Foundation als internationales kulturwissenschaftliches Zentrum für Schuhkunde. Von 1979 bis 1985 wurde die Sammlung in Büroräumen des Bata-Konzerns im Torontoer Stadtteil Don Mills ausgestellt. Von Juni 1992 bis November 1994 war die Sammlung im Säulengang eines Büro- und Einzelhandelkomplexes in der Downtown untergebracht.
Die Sammlung wurde weiter ergänzt und ist seit 1995 im eigenen Museumsgebäude zu sehen, umfasst über 12.500 Artefakte (Schuhe und zugehörige Objekte) aus über 4500 Jahren Menschheitsgeschichte und aus unterschiedlichen Kulturen und Regionen. Darüber hinaus publiziert die Stiftung akademische Schriften zum Thema Schuhe.
Der Fundus enthält unter anderem Spezialschuhe zum Gras mähen, Bäume schneiden, Kastanien zerkleinern, für Reisbauern, Schnee und Eis, Flößer, Fischer, Ritter, Priester, Schmuggler, Tänzer, Sportler, Gefangene und den Mondspaziergang. In der Schuhsammlung finden sich auch nordamerikanische Mokassins, Primaballerinaschuhe, Ferragamo-Kreationen, druckgeregelte Gummistiefel, Überschuhe, Zauberschuhe, Cowboystiefel, Accessoires und Schuhkunst, Satinschuhe von Queen Victoria, Elizabeth Taylors Abendsandalen aus Glacéleder, Elton Johns Strassplateauschuhe, der Beatles-Stiefel, Nurejews Tanzschuhe und die Lackslipper von Elvis Presley.